# Monacói labdarúgó-válogatott
A monacói labdarúgó-válogatott Monaco válogatottja, melyet Monaco Labdarúgó Szövetsége irányít. A válogatott jelenleg tagja a ConIFA-nak

## Nemzetközi mérkőzések listája
| Dátum              | Helyszín      |        | Ellenfél    | Eredmény |                             |
| ------------------ | ------------- | ------ | ----------- | -------- | --------------------------- |
| 2008. december 20. | Franciaország | Monaco | Provence    | 2 - 3    | Barátságos                  |
| 2006. november 24. | Franciaország | Monaco | Lappföld    | 1 - 21   | 2006-os VIVA világbajnokság |
| 2006. november 23. | Franciaország | Monaco | Lappföld    | 0 - 14   | 2006-os VIVA világbajnokság |
| 2006. november 21. | Franciaország | Monaco | Occitania   | 3 - 2    | 2006-os VIVA világbajnokság |
| 2006. november 20. | Franciaország | Monaco | Ambazónia   | 3 - 0    | 2006-os VIVA világbajnokság |
| 2006. április 22.  | Franciaország | Monaco | Koszovó     | 1 - 7    | Barátságos                  |
| 2006. február 18.  | Franciaország | Monaco | Csecsenföld | 13 - 1   | Barátságos                  |
| 2005. december 17. | Franciaország | Monaco | Occitania   | 2 - 1    | Barátságos                  |
| 2002. május 27.    | Németország   | Monaco | Gibraltár   | 4 - 0    | Barátságos                  |
| 2005. május 17.    | Franciaország | Monaco | Occitania   | 1 - 1    | Barátságos                  |
| 2005. február 12.  | Franciaország | Monaco | Occitania   | 0 - 0    | Barátságos                  |
| 2002. November 23. | Olaszország   | Monaco | Vatikán     | 0 - 0    | Barátságos                  |
| 2002. február 18.  | Németország   | Monaco | Gibraltár   | 2 - 2    | Barátságos                  |
| 2001. július 14.   | Németország   | Monaco | Tibet       | 2 - 1    | Barátságos                  |
| 2000. június 11.   | Gibraltár     | Monaco | Gibraltár   | 0 - 5    | Barátságos                  |

1. ↑  World Football Elo Ratings. eloratings.net